# Lavoine
Lavoine è un comune francese di 153 abitanti situato nel dipartimento dell'Allier della regione dell'Alvernia-Rodano-Alpi.
Il territorio comunale ospita le sorgenti del fiume Besbre.

## Società

### Evoluzione demografica
Abitanti censiti